# Без пощади (фільм)
Без пощади (англ. Without Mercy) — американо-індонезійський бойовик.

## Сюжет
Колишній морський піхотинець Картер, постраждав через фатальний збіг обставин і зраду. Несправедливо вигнаний з армії після служби у військах ООН, він залишається в невеликій країні третього світу, де б'ється на «чорному» ринзі за гроші. Там він знайомиться з таким же колишнім морським піхотинцем Ларсоном, який став справжнім лиходієм. Його бізнес — це наркотики, дівчата і зброя. Поруч з ним красива дівчина, що нагадує Картеру про криваве минуле. Він закохується в неї, а Ларсен використовує це, щоб змусити Картера прибрати конкурентів по «бізнесу» . Але Картер не з тих, кого можна довго використовувати без небезпеки для себе.

## У ролях
- Френк Загаріно — Джон Картер
- Аю Азхарі — Таня
- Мартін Коув — Вольф Ларсен
- Франс Тамбуан — капітан Карно
- Адвент Бангун — Томо
- Йошеп Ханген — Чайн
- Х.І.М. Дамсійк — старик
- Анна М. Таріган — Анна
- Едді Хансуді — Омар
- Джон Хонейбен — доктор
- Сільва Сандарін — маленька дівчинка
- Діаз Тангкілісан — африканський хлопчик
- Тіті Севаріно — мати Тані
- Джурекс Кляйн — охоронець Ларсена
- Пітер Енгхолм — солдат ООН